# Liste des maires de Lattes
Cet article dresse une liste par ordre de mandat des maires de Lattes.

## Liste des maires
| Période | Période  | Identité                  | Étiquette | Qualité |
| ------- | -------- | ------------------------- | --------- | --- |
| 1793    | 1796     | Jean Baptiste Flandio     |           | |
| 1796    | 1798     | M. Jalabert               |           | |
| 1798    | 1799     | M. Rieusset               |           | |
| 1799    | 1812     | Guillaume M.-L. Plantade  |           | |
| 1812    | 1821     | Jean Louis Benoit         |           | |
| 1821    | 1829     | Philippe P. de l'Hypolite |           | |
| 1829    | 1840     | Jean Louis Allier         |           | |
| 1840    | 1843     | Pierre Virgile Demians    |           | |
| 1843    | 1850     | Claude Bonnevialle        |           | |
| 1850    | 1857     | Louis Martin Frayssinhes  |           | |
| 1857    | 1870     | Jean Baptiste Hortoles    |           | |
| 1870    | 1879     | Jules Laurent Astruc      |           | |
| 1879    | 1884     | Jean Baptiste Hortoles    |           | |
| 1884    | 1894     | Camille Balestier         |           | |
| 1894    | 1896     | François Farrussen        |           | |
| 1896    | 1900     | Alphonse Prevost          |           | |
| 1900    | 1904     | Antoine Gilles            |           | |
| 1904    | 1906     | Antoine Guiraud           |           | |
| 1906    | 1910     | Jean Salles               |           | |
| 1910    | 1919     | Henri Augé                |           | |
| 1919    | 1925     | Antoine Delcros           |           | |
| 1925    | 1933     | Louis Jean                |           | |
| 1933    | 1945     | Noël Paulet               |           | |
| 1945    | 1946     | Victor Caplat             |           | |
| 1946    | 1953     | Élie Salager              |           | |
| 1953    | 1955     | Noël Paulet               |           | |
| 1955    | 1977     | Roger Andrieu             | DVD       | |
| 1977    | 2001     | Michel Vaillat            | UDF-PR/DL | Conseiller général de Montpellier-5 (1985-1992) Conseiller général de Lattes (1992-1998) Conseiller régional du Languedoc-Roussillon (1998-2004) Vice-président du conseil régional                      |
| 2001    | En cours | Cyril Meunier             | DVG       | Consultant Président du Syndicat du Bassin du Lez, 4e vice-président de Montpellier Méditerranée Métropole (-2017,) Conseiller général de Lattes (2004-2015) Conseiller départemental de Lattes (2015,-) |